# Cyclophora culicaria
Cyclophora culicaria là một loài bướm đêm trong họ Geometridae.